# Gruppo Sportivo Fascista Rovigo 1932-1933
Questa pagina raccoglie le informazioni riguardanti il Gruppo Sportivo Fascista Rovigo nelle competizioni ufficiali della stagione 1932-1933.

## Stagione
Nella stagione 1932-1933 il Rovigo ha disputato il girone C del campionato di calcio di Prima Divisione. Con 27 punti in classifica ha ottenuto il quinto posto a pari merito dell'Udinese.

## Rosa
| N. |                   | Ruolo | Calciatore           |
| -- | ----------------- | ----- | -------------------- |
|    | Italia (bandiera) | A     | Luigi Adami          |
|    | Italia (bandiera) | P     | Bruno Babini         |
|    | Italia (bandiera) | C     | Francesco Battaglini |
|    | Italia (bandiera) | A     | Remo Bigardi         |
|    | Italia (bandiera) | D     | Renato Bottacini     |
|    | Italia (bandiera) | C     | Luciano Bottazzi     |
|    | Italia (bandiera) | A     | Bruno Brigo          |
|    | Italia (bandiera) | A     | Raffaele Brombin     |
|    | Italia (bandiera) | C     | Bruno Cavallaro      |
|    | Italia (bandiera) | A     | Raffaele Ceciliato   |
|    | Italia (bandiera) | P     | Agostino De Bonis    |
|    | Italia (bandiera) | A     | Lorenzo Frascaroli   |

| N. |                   | Ruolo | Calciatore           |
| -- | ----------------- | ----- | -------------------- |
|    | Italia (bandiera) | D     | Antonio Gemo         |
|    | Italia (bandiera) | A     | Giovanni Grigolato   |
|    | Italia (bandiera) | C     | Bruno Isalberti      |
|    | Italia (bandiera) | P     | Mario Massarotto     |
|    | Italia (bandiera) | D     | Romildo Mercatelli   |
|    | Italia (bandiera) | C     | Ivo Prandini         |
|    | Italia (bandiera) | A     | Francesco Ricchiero  |
|    | Italia (bandiera) | C     | Innocente Salvagnini |
|    | Italia (bandiera) | A     | Antonio Trevisan     |
|    | Italia (bandiera) | A     | Giuseppe Tullio      |
|    | Italia (bandiera) | A     | Mario Turchetti      |
|    | Italia (bandiera) | C     | Giovanni Zen         |